# Championnat d'Océanie de football des moins de 20 ans 1992
Navigation
Fidji 1990 Fidji 1994
Le championnat d'Océanie de football des moins de 20 ans 1992 est la neuvième édition du championnat de l'OFC des moins de 20 ans qui a eu lieu à Papeete, à Tahiti du 22 au 30 août 1992. L'équipe d'Australie, tenante du titre depuis 1982, est absente car l'Australie est le pays organisateur de la prochaine Coupe du monde. Cette absence permet à la Nouvelle-Zélande de décrocher son deuxième titre de championne d'Océanie.

## Équipes participantes
- Tahiti - Organisateur
- Nouvelle-Zélande
- Fidji
- Vanuatu
- Papouasie-Nouvelle-Guinée

## Résultats
Les 5 équipes participantes sont réparties en une poule unique où chaque équipe rencontre ses adversaires une fois. À l'issue des rencontres, le premier de la poule se qualifie pour le tour suivant, à savoir le tour final dans la zone Asie.
|   | Équipe                    | Pts | J | G | N | P | BP | BC | Diff |
| - | ------------------------- | --- | - | - | - | - | -- | -- | ---- |
| 1 | Nouvelle-Zélande          | 8   | 4 | 4 | 0 | 0 | 8  | 1  | +7   |
| 2 | Tahiti                    | 5   | 4 | 2 | 1 | 1 | 6  | 4  | +2   |
| 3 | Fidji                     | 4   | 4 | 2 | 0 | 2 | 11 | 7  | +4   |
| 4 | Vanuatu                   | 3   | 4 | 1 | 1 | 2 | 4  | 9  | -5   |
| 5 | Papouasie-Nouvelle-Guinée | 0   | 4 | 0 | 0 | 4 | 3  | 11 | -8   |

| 22 août 1992 | Vanuatu          | 2 | 1 | Papouasie-Nouvelle-Guinée |
|              | Nouvelle-Zélande | 2 | 1 | Fidji                     |
| 24 août 1992 | Fidji            | 5 | 1 | Papouasie-Nouvelle-Guinée |
|              | Nouvelle-Zélande | 1 | 0 | Tahiti                    |
| 26 août 1992 | Tahiti           | 3 | 1 | Fidji                     |
|              | Nouvelle-Zélande | 3 | 0 | Vanuatu                   |
| 28 août 1992 | Tahiti           | 1 | 1 | Vanuatu                   |
|              | Nouvelle-Zélande | 2 | 0 | Papouasie-Nouvelle-Guinée |
| 30 août 1992 | Tahiti           | 2 | 1 | Papouasie-Nouvelle-Guinée |
|              | Fidji            | 4 | 1 | Vanuatu                   |

- La Nouvelle-Zélande se qualifie pour le tour final de la zone Asie.

## Sources et liens externes
- (en) Feuilles de matchs et infos sur RSSSF